# لو بلاتنی
لو بلاتنی (انگلیسی: Lev Blatný؛ ۱۱ آوریل ۱۸۹۴ – ۲۱ ژوئن ۱۹۳۰) نویسنده، شاعر، و منتقد تئاتر اهل کشور چکسلواکی بود.

## زندگی
بلاتنی از یک خانواده موسیقی دان از برنو بود. او از سال ۱۹۱۵ تا ۱۹۱۸ یک سرباز در گالیسیا، در بوکووینا و آلبانی بود. پس از جنگ، تحصیلات خود را در پراگ خاتمه داد و در چسکی دراهی(راه‌آهن ایالتی چکسلواکی) در برنو، کارمند دولت شد. وی اندکی پس از آن ابتدا به عنوان دراماتورگ فعالیت تئاتر خود را آغاز کرد، او سعی کرد آثار جدید مهم و بومی و عجیب و غریب را روی صحنه بیاورد.